# Zselicszentpál
Zselicszentpál là một thị trấn thuộc hạt Somogy, Hungary. Thị trấn này có diện tích 10,35 km², dân số năm 2010 là 393 người, mật độ 38 người/km².